# Records de Rafael Nadal
Cet article traite des différents records détenus par le joueur de tennis espagnol Rafael Nadal.

## Palmarès
- 1887 : début du tennis,
- 1968 : début de l'ère open,
- 1990 : début de l'ATP Tour.

| Records                                                                 | Précisions | Codétenu par                         | Validité | Validité |
| Global :                                                                |            |                                      |          |          |
| 19 saisons consécutives en remportant au moins un titre                 | 2004-2022  | —                                    | 1968     | masculin |
| 63 titres sur terre battue                                              | 2004-2022  | —                                    | 1968     | masculin |
| 90 titres en extérieur                                                  | 2004-2022  | —                                    | 1968     | masculin |
| Dans un tournoi : (à Roland Garros)                                     |            |                                      |          |          |
| 14 titres                                                               | 2005-2022  | —                                    | 1968     | &        |
| Dans un tournoi : (à Monte-Carlo)                                       |            |                                      |          |          |
| 8 titres consécutifs                                                    | 2005-2012  | —                                    | 1968     | &        |
| Dans un tournoi : (à Monte-Carlo)                                       |            |                                      |          |          |
| 11 titres                                                               | 2005-2018  | —                                    | 1968     | masculin |
| Dans trois tournois : (à Monte-Carlo, Barcelone et Roland Garros)       |            |                                      |          |          |
| 11 titres                                                               | 2005-2018  | -                                    | 1968     | &        |
| Dans trois tournois : (à Monte-Carlo, Barcelone et Roland Garros)       |            |                                      |          |          |
| 11 finales                                                              | 2005-2018  | Roger Federer                        | 1968     | masculin |
| 11 titres                                                               | 2005-2018  | —                                    | 1968     | &        |
| 5 titres consécutifs                                                    | —          | Laurence Doherty Martina Navrátilová | 1887     | &        |
| Dans quatre tournois : (à Monte-Carlo, Barcelone, Roland Garros & Rome) |            |                                      |          | &        |
| 8 titres                                                                | 2005-2018  | —                                    | 1887     | masculin |
| 10 finales                                                              | 2005-2018  | Roger Federer                        | 1887     | masculin |
| Sur une saison :                                                        |            |                                      |          |          |
| Chelem rouge (3 Masters 1000 sur terre et Roland-Garros)                | en 2010    | —                                    | 1990     | masculin |
| Chelem d'été (Masters 1000 (Canada & Cincinnati) et l'US Open)          | en 2013    | Patrick Rafter Andy Roddick          | 1990     | masculin |
| triplé Roland-Garros - Wimbledon - Jeux olympiques                      | en 2008    | Suzanne Lenglen Steffi Graf          | 1887     | &        |
| triplé Roland-Garros - Queen's - Wimbledon                              | en 2008    | —                                    | 1968     | masculin |
| 11 titres sur une saison avant son 20e anniversaire                     | en 2005    | Björn Borg                           | 1968     | masculin |
| Par âge :                                                               |            |                                      |          |          |
| 16 titres remportés avant son 20e anniversaire                          | —          | Björn Borg                           | 1968     | masculin |

## Les séries (de victoires et titres)
Rafael Nadal détient les plus longues séries de victoires de l'histoire du tennis :
- en carrière sur une surface dans l'ère open (en 1968)[8]. Les 24 premières victoires n'ont pas été entrecoupées d'une défaite sur une autre surface. Cela constitue la plus longue série de victoires en carrière pour un joueur de moins de 20 ans depuis 1968[9].
- à Roland-Garros hommes et femmes confondus depuis 1925[8],
- dans un tournoi masculin depuis les débuts du tennis.

| Saison | Tournoi                             | Victoires                           | Cumul                               |
| ------ | ----------------------------------- | ----------------------------------- | ----------------------------------- |
| 2005   | Monte-Carlo                         | 6                                   | 6                                   |
| 2005   | Barcelone                           | 5                                   | 11                                  |
| 2005   | Rome                                | 6                                   | 17                                  |
| 2005   | Roland-Garros                       | 7                                   | 24                                  |
| 2005   | Båstad                              | 5                                   | 29                                  |
| 2005   | Stuttgart                           | 5                                   | 34                                  |
| 2005   | Coupe Davis                         | 2                                   | 36                                  |
| 2006   | Monte-Carlo                         | 6                                   | 42                                  |
| 2006   | Barcelone                           | 5                                   | 47                                  |
| 2006   | Rome                                | 6                                   | 53                                  |
| 2006   | Roland-Garros                       | 7                                   | 60                                  |
| 2006   | Coupe Davis                         | 2                                   | 62                                  |
| 2007   | Monte-Carlo                         | 5                                   | 67                                  |
| 2007   | Barcelone                           | 5                                   | 72                                  |
| 2007   | Rome                                | 5                                   | 77                                  |
| 2007   | Hambourg                            | 4                                   | 81                                  |
| Total  | 13 titres consécutifs et une finale | 13 titres consécutifs et une finale | 13 titres consécutifs et une finale |

| Édition | Victoires                                | Cumul                                    |                                          |
| ------- | ---------------------------------------- | ---------------------------------------- | ---------------------------------------- |
| 2010    | 7                                        | 7                                        |                                          |
| 2011    | 7                                        | 14                                       |                                          |
| 2012    | 7                                        | 21                                       |                                          |
| 2013    | 7                                        | 28                                       |                                          |
| 2014    | 7                                        | 35                                       |                                          |
| 2015    | 4                                        | 39                                       |                                          |
| Total   | 5 titres consécutifs et un 1/4 de finale | 5 titres consécutifs et un 1/4 de finale | 5 titres consécutifs et un 1/4 de finale |

| Édition | Victoires                          | Cumul                              |                                    |
| ------- | ---------------------------------- | ---------------------------------- | ---------------------------------- |
| 2005    | 6                                  | 6                                  |                                    |
| 2006    | 6                                  | 12                                 |                                    |
| 2007    | 5                                  | 17                                 |                                    |
| 2008    | 5                                  | 22                                 |                                    |
| 2009    | 5                                  | 27                                 |                                    |
| 2010    | 5                                  | 32                                 |                                    |
| 2011    | 5                                  | 37                                 |                                    |
| 2012    | 5                                  | 42                                 |                                    |
| 2013    | 4                                  | 46                                 |                                    |
| Total   | 8 titres consécutifs et une finale | 8 titres consécutifs et une finale | 8 titres consécutifs et une finale |

| Édition | Victoires                      | Cumul                          |                                |
| ------- | ------------------------------ | ------------------------------ | ------------------------------ |
| 2005    | 5                              | 5                              |                                |
| 2006    | 5                              | 10                             |                                |
| 2007    | 5                              | 15                             |                                |
| 2008    | 5                              | 20                             |                                |
| 2009    | 4                              | 24                             |                                |
| 2010    | 0 (Absent)                     | 24                             |                                |
| 2011    | 5                              | 29                             |                                |
| 2012    | 5                              | 34                             |                                |
| 2013    | 5                              | 39                             |                                |
| 2014    | 2                              | 41                             |                                |
| Total   | 8 titres et un quart de finale | 8 titres et un quart de finale | 8 titres et un quart de finale |

## EnGrand Chelem

### Dans les tournois du Grand Chelem
| Records                                                                         | Précisions              | Codétenu par                             | Validité | Validité |      |
| Accomplissement en carrière :                                                   |                         |                                          |          |          |      |
| Grand Chelem                                                                    | —                       | 7 joueurs                                | 1887     | masculin |      |
| Grand Chelem doré (remporter au moins une fois chaque Grand Chelem et les J.O.) | —                       | Andre Agassi Steffi Graf Serena Williams | 1887     | &        |      |
| remporter chaque tournoi en étant no 1 à l'ATP                                  | —                       | Novak Djokovic                           | 1973     | masculin |      |
| Par surface :                                                                   |                         |                                          |          |          |      |
| Petit Chelem calendaire sur 3 surfaces différentes                              | en 2010                 | Novak Djokovic                           | 1978     | masculin |      |
| 14 titres sur une surface                                                       | terre battue            | Novak Djokovic (dur)                     | 1978     | masculin | 1877 |
| 98 % de victoires sur une surface                                               | terre battue            | —                                        | &        | masculin | 1877 |
| 14 titres sur terre battue                                                      | 2005-2020               | —                                        | &        |          | 1877 |
| 14 finales sur terre battue                                                     | 2005-2020               | —                                        | &        |          | 1877 |
| 98 % de victoires sur terre battue                                              | 2005-2020               | —                                        | &        |          | 1877 |
| 100 victoires sur terre battue                                                  | 2005-2020               | —                                        | masculin |          | 1877 |
| Sur une saison :                                                                |                         |                                          |          |          |      |
| titres à Roland-Garros et à l'US Open : 4                                       | 2010, 13 & 17,19        | —                                        | 1968     | masculin |      |
| finales à l'Open d'Australie et à Roland-Garros : 4                             | 2012-14, 17 & 19        | 3 joueurs                                | 1968     | masculin |      |
| finales à Roland-Garros et à Wimbledon : 5                                      | 2006-08, 10-11          | —                                        | 1968     | masculin |      |
| Précocité et longévité :                                                        |                         |                                          |          |          |      |
| plus jeune joueur à réaliser le Grand Chelem en carrière                        | à 24 ans et 3 mois      | —                                        | 1968     | masculin |      |
| Grand Chelem en carrière le plus rapide                                         | 26 participations       | —                                        | 1968     | masculin |      |
| remporter un titre avant 20 ans, entre 20 et 30 & après 30 ans                  | —                       | Pete Sampras Ken Rosewall Novak Djokovic | 1887     | masculin |      |
| Domination :                                                                    |                         |                                          |          |          |      |
| 4 titres sans concéder une manche                                               | R-G 08, 10 17 & 20      | —                                        | 1877     | masculin |      |
| 7 finales atteintes sans concéder une manche                                    | 6 R-G et US             | —                                        | 1968     | masculin |      |
| Régularité :                                                                    |                         |                                          |          |          |      |
| 14 saisons en remportant au moins un titre                                      | 2005-14, 17-20          | —                                        | 1887     | masculin |      |
| 10 saisons consécutives en remportant au moins un titre                         | 2005-2014               | —                                        | 1887     | masculin |      |
| 10 saisons avec au moins deux finales                                           | 2006-08, 10-14, 17 & 19 | —                                        | 1887     | masculin |      |
| Matchs marathons :                                                              |                         |                                          |          |          |      |
| Plus longue finale : 5 h 53                                                     | OA 2012                 | Novak Djokovic                           | 1887     | &        |      |
| Plus long match en 4 manches : 4 h 53                                           | R-G 2006                | Paul-Henri Mathieu                       | 1887     | &        |      |

Rafael Nadal est le seul à avoir détenu 3 Grand Chelem et le titre Olympique simultanément (après l'Open d'Australie 2009 et une seconde fois après l'US Open 2010) - les Grand Chelem ayant en plus été remportés sur 3 surfaces différentes. Il est aussi le seul à avoir subi trois défaites consécutives en finale de Grand Chelem face au même adversaire (Wimbledon 2011, US Open 2011 et Open d'Australie 2012 face à Novak Djokovic).

### Dans un tournoi du Grand Chelem
Les records de cette partie ont tous été réalisés à Roland Garros, aucun joueur n'ayant fait mieux dans un autre tournoi.
| Records                                                                | Précisions                  | Codétenu par                        | Validité | Validité |
| Titres :                                                               |                             |                                     |          |          |
| 97.39 % de victoires                                                   | 112V - 3D                   | —                                   | 1877     | &        |
| 14 titres                                                              | 2005-08, 10-14, 17-20, 22   | —                                   | 1877     | &        |
| 5 titres consécutifs                                                   | 2010-2014                   | Björn Borg (Wim) Federer (Wim & US) | 1968     | masculin |
| 81,2 % de titres                                                       | 13 / 16                     | —                                   | 1968     | masculin |
| Finales :                                                              |                             |                                     |          |          |
| 14 finales                                                             | 2005-08, 2010-14, 17-20, 22 | —                                   | 1877     | masculin |
| 82,35 % de finales                                                     | 14 / 17                     | —                                   | 1968     | masculin |
| Domination :                                                           |                             |                                     |          |          |
| 4 titres sans concéder une manche                                      | 2008, 10, 17 & 20           | —                                   | 1877     | masculin |
| 6 finales atteintes sans concéder une manche                           | 2007-08, 10, 12, 17 & 20    | —                                   | 1877     | masculin |
| 1 titre sans concéder plus de 4 jeux par manche                        | édition 2017                | Borg (RG 1980)                      | 1877     | masculin |
| plus petit nombre de jeux perdus pour se qualifier en demi-finale : 22 | édition 2017                | —                                   | 1877     | masculin |
| 29 jeux perdus ou moins pour qualifier en finale                       | édition 2017                | Björn Borg à RG 1978                | 1877     | masculin |
| 35 jeux perdus ou moins pour remporter un titre                        | édition 2017                | Björn Borg à RG 1978                | 1877     | masculin |

Les records de cette partie ont tous été réalisés à Roland Garros, aucun autre joueur a fait mieux dans un autre tournoi.
| Records                                                                | Précisions             | Codétenu par  | Validité | Validité |
| Titres                                                                 |                        |               |          |          |
| 5 titres consécutifs                                                   | 2010-2014              | —             | 1877     | &        |
| 3 titres en étant no 1 mondial                                         | 2011, 14 & 18          | —             | 1973     | masculin |
| Finales                                                                |                        |               |          |          |
| 13 finales                                                             | 2005-08, 10-14 , 17-20 | —             | 1877     | &        |
| 5 finales consécutives                                                 | 2010-2014              | —             | 1877     | &        |
| Demi-finales                                                           |                        |               |          |          |
| 13 demi-finales                                                        | 2005-08, 10-14, 17-20  | —             | 1887     | masculin |
| 81,2 % de demi-finales                                                 | 13 / 16                | —             | 1968     | masculin |
| Rencontres                                                             |                        |               |          |          |
| 102 matchs joués                                                       | 2005-2020              | —             | 1877     | masculin |
| 100 matchs gagnés                                                      | 2005-2020              | —             | 1877     | &        |
| 39 victoires consécutives                                              | 2010-2015              | —             | 1877     | &        |
| Divers                                                                 |                        |               |          |          |
| remporter le tournoi dès sa 1re apparition (dans le tableau principal) | en 2005                | Mats Wilander | 1968     | masculin |
| remporter le tournoi dès sa 1re participation                          | en 2005                | —             | 1968     | masculin |

De plus :
- la finale de l'Open d'Australie 2012 perdue face à Novak Djokovic, est le plus long match de l'histoire du tournoi, tous tableaux confondus. Elle a duré : 5 h 53
- la finale de Wimbledon 2008 gagnée face à Roger Federer, est la 2ème plus longue de l'histoire du tournoi. Elle a duré : 4 h 48[23].

## EnMasters 1000
Rafael Nadal est le 2e plus jeune joueur à avoir remporté un Masters 1000. Il avait 18 ans et 318 jours lors de son 1er succès à Monte-Carlo, un seul joueur a soulevé un trophée plus jeune : il s'agit de Michael Chang. L'américain avait 18 ans et 157 jours lorsqu'il s'imposa au Canada. 
De plus, il n'a fallu au taureau de Manacor que dix tentatives pour remporter son 1er titre ; c'est aussi le 2e plus petit total. Seul Jo-Wilfried Tsonga a fait mieux en remportant Paris-Bercy, pour sa 8e participation à un événement de la catégorie (cependant le Français a échoué a deux reprises en qualifications, soit dix tentatives au total aussi).
Les records prennent en compte les performances depuis 1990. Saison où le circuit ATP ainsi que la catégorie des Masters 1000 sont créés. Cette dernière comporte neuf tournois par an, dont trois sur terre battue. Bien que le circuit féminin possède une catégorie de tournoi équivalente, les records concernent uniquement les performances masculines.

### Dans la catégorie Masters 1000
| Records                                                                   | Précisions           | Codétenu par      |
| Global :                                                                  |                      |                   |
| 26 titres sur terre battue                                                | 2005-21              | —                 |
| 76 demi-finales                                                           | 2005-22              | Djokovic          |
| 406 matchs remportés                                                      | 2005-22              | —                 |
| Dans un tournoi : (à Monte-Carlo)                                         |                      |                   |
| 11 titres                                                                 | 2005-12 & 16-18      | —                 |
| 8 titres consécutifs                                                      | 2005-12              | —                 |
| 64,7 % de titres                                                          | 17 participations    | —                 |
| 12 finales                                                                | 2005-13 & 16-18      | Djokovic (Rome)   |
| 9 finales consécutives                                                    | 2005-13              | —                 |
| 46 victoires consécutives                                                 | 2005-13              | —                 |
| 73 victoires                                                              | 2003-21              | —                 |
| 92,4 % de victoires                                                       | 2003-21              | —                 |
| plus jeune et plus vieux vainqueur                                        | —                    | —                 |
| Domination :                                                              |                      |                   |
| 14 jeux perdus                                                            | Monte-Carlo 2010     | —                 |
| 1 jeu perdu en finale                                                     | Monte-Carlo 2010     | —                 |
| Doublé de titres (simple et double)                                       | Monte-Carlo 2008     | Courier (IW 1991) |
| Sur une saison :                                                          |                      |                   |
| remporter les 3 titres sur terre battue                                   | 2010                 | —                 |
| 8 demi-finales                                                            | 2013                 | Djokovic (2015)   |
| Matchs marathons :                                                        |                      |                   |
| Plus long match en Masters 1000 : 5 h 14                                  | finale Rome 2005     | Coria             |
| Diversité :                                                               |                      |                   |
| 2 tournois remportés à au moins 10 reprises                               | M-C & Rome           | —                 |
| 3 tournois remportés à au moins 5 reprises                                | + Madrid             | Djokovic          |
| Les séries (sans manquer de tournoi) :                                    |                      |                   |
| 4 titres consécutifs (de Madrid à Cincinnati)                             | 2013                 | Djokovic (3 fois) |
| 23 victoires consécutives (de Madrid à Shanghai)                          | 2013                 | —                 |
| 9 demi-finales consécutives (de Cincinnati à Toronto)                     | 2009-10              | —                 |
| 21 quarts de finale consécutifs (de Hambourg à Cincinnati)                | 2008-10              | —                 |
| Régularité :                                                              |                      |                   |
| 15 années en remportant au moins un titre                                 | 2005-14 & 16-19 & 21 | Djokovic          |
| 15 années en remportant au moins un titre sur terre battue                | 2005-14 & 16-19 & 21 | —                 |
| 10 années consécutives en remportant au moins un titre                    | 2005-14              | —                 |
| 6 années consécutives en remportant au moins 2 titres                     | 2005-10              | Djokovic          |
| 15 années consécutives en accédant au moins à une finale                  | 2005-2019            | —                 |
| 15 années consécutives en accédant au moins à une finale sur terre battue | 2005-2019            | —                 |

### Dans un tournoi Masters 1000
À Madrid (en général)
- Fait partie des 7 vainqueurs (sur 7 éditions sur dur).
- Titres : 5 (2005, 2010, 2013, 2014 et 2017).
- Finales : 8 (2005, 2009 à 2011, 2013 à 2015 & 2017).
- Matchs gagnés : 47 (2005 - 2017).

À Madrid (depuis 2009, année du passage à la terre battue)
- Titres : 4 (2010, 2013, 2014 et 2017).
- Titres consécutifs : 2 (2013 et 2014).
- Finales : 7 (2009 à 2011, 2013 à 2015 et 2017) (sur 9 possibles).
- Pourcentage de victoires : 85,3 % (34 victoires pour 5 défaites).
- Pourcentage de titres : 37,5 % (4 titres pour 9 participations).
- Matchs gagnés : 34 (2009 - 2017).

À Rome
- Pourcentage de victoires : 90,3 % (56 Victoires pour 6 Défaites).
- Pourcentage de titres : 57,1 % (8 Titres pour 14 Participations).
- Titres : 9 (2005 à 2010, 2012, 2013, 2018 et 2019).
- Titres consécutifs : 3 (2005 à 2007).
- Matchs gagnés : 61
- Série de victoires : 17 (interrompue par Juan Carlos Ferrero au 2e tour de l'édition 2008 (5-7, 1-6)).

Au Canada
- Titres : 5 (2005, 2008, 2013, 2018 et 2019).
- Titres à Montréal : 3 (2005, 2013 et 2019).
- Titres à Toronto : 2 (2008 et 2018) (codétenu par Novak Djokovic, le masters ne se joue à Toronto les années paires).

## EnATP 500etATP 250
Dans la catégorie ATP 500
- Années consécutives en remportant au moins un titre dans la catégorie : 14 (2005 - 2018).
- Titres sur terre battue : 18.
- Titres dans un tournoi : 12 à Barcelone (2005 à 2009, 2011 à 2013, 2016 à 2018 & 2021).
- Titres consécutifs à Barcelone : 5 (2005 à 2009).
- Titres à Stuttgart (en tant qu'ATP 500): 2 (2005 et 2007) (codétenu par Thomas Muster et Gustavo Kuerten).
- Titres à Acapulco : 4 (2005, 2013, 2020 & 2022) (codétenu par Thomas Muster et David Ferrer).

À Stuttgart
- titres : 3 (2005 et 2007 (ATP 500 terre battue) et 2015 (ATP 250 Gazon))

À Acapulco
- plus jeune et plus vieux vainqueur ainsi que plus grand écart entre le 1er et le dernier titre[30]

À Doha
- Titres (toutes catégories confondues) : 5 (4 en double et 1 en simple).

## Statistiques (pourcentages et ratios)
- Pourcentage de victoires sur terre battue en 3 sets gagnants : 98,4 %[8](soit 125 victoires pour 2 défaites : 100 à Roland-Garros, 18 en Coupe Davis, 4 en finale de Masters 1000 et 3 en finale d'ATP 500).
- Pourcentage de victoires en extérieur dans l'histoire de l'ATP : 84,5 %[A 2].
- Pourcentage de victoires contre des gauchers dans l'histoire de l'ATP : 86,4 %[A 3].
- Plus long match en 2 sets gagnants de l'histoire (avec tie-break dans le 3e set) : 4h03 (victoire face à Novak Djokovic en demi finale du Masters de Madrid 2009) NB : 2e plus long match de l'histoire en 2 sets gagnants après le duel entre Roger Federer et Juan Martín del Potro en demi finale des JO 2012, se déroulant sans tie-break dans la dernière manche.

## Classement & distinctions ATP, confrontations
Distinctions
Rafael Nadal est le seul joueur à avoir obtenu dans sa carrière toutes les distinctions de l'ATP :
- Newcomer (prix du nouveau-venu décerné par ses pairs) en 2003.
- Most Improved (prix du joueur ayant le plus progressé, décerné par ses pairs) en 2005.
- Stefan Edberg Sportsmanship (prix du fairplay décerné par ses pairs) : en 2010, 2018 et 2019[32].
- Arthur Ashe Humanitarian (prix humanitaire décerné par l'ATP) en 2011.
- Comeback Player (prix du retour de l'année décerné par ses pairs) en 2013.
- no 1 Mondial (automatiquement remis au n°1 mondial de fin d'année) : en 2008, 2010, 2013, 2017, 2019.

Classement ATP
- Récupérations de la place de no 1 en fin d'année : 4 [33] (2010, 2013, 2017 & 2019), à égalité avec Novak Djokovic (2014, 2018, 2020 & 2023)
- Semaines cumulées à la place de no 2 mondial : 370
- Semaines consécutives à la place de no 2 mondial : 160 (du 25 juillet 2005 au 17 août 2008)[34].

Confrontations
- 61 face à Novak Djokovic.
- En Grand Chelem : 18 face à Novak Djokovic.
- En finale d'un Grand Chelem : 9 face à Roger Federer et Novak Djokovic.
- En finale d'un tournoi ATP : 28 face à Novak Djokovic.
- En Masters 1000 : 29 face à Novak Djokovic.
- En finale d'un tournoi Masters 1000 : 14 face à Novak Djokovic.

## En double et en représentations nationales
En double
- Médaillé d'or olympique[b] (avec Marc López).
- Titres à l'Open de Doha[35] : 4 (en 2005, 2009, 2011 & 2015).

En Coupe Davis
- Plus petit nombre de jeux concédés dans un match : 3 [36] contre Janko Tipsarević en 2009 (6-1, 6-0, 6-2).
- Plus jeune vainqueur : 18 ans [37] (en 2004).

Aux Jeux Olympiques
- Titres : 2 (1 en simple en 2008 et 1 en double en 2016, codétenu avec Nicolás Massú qui a remporté le simple et le double en 2004 et Andy Murray qui a remporté le simple en 2012 et 2016).